# Peder Severin Krøyer

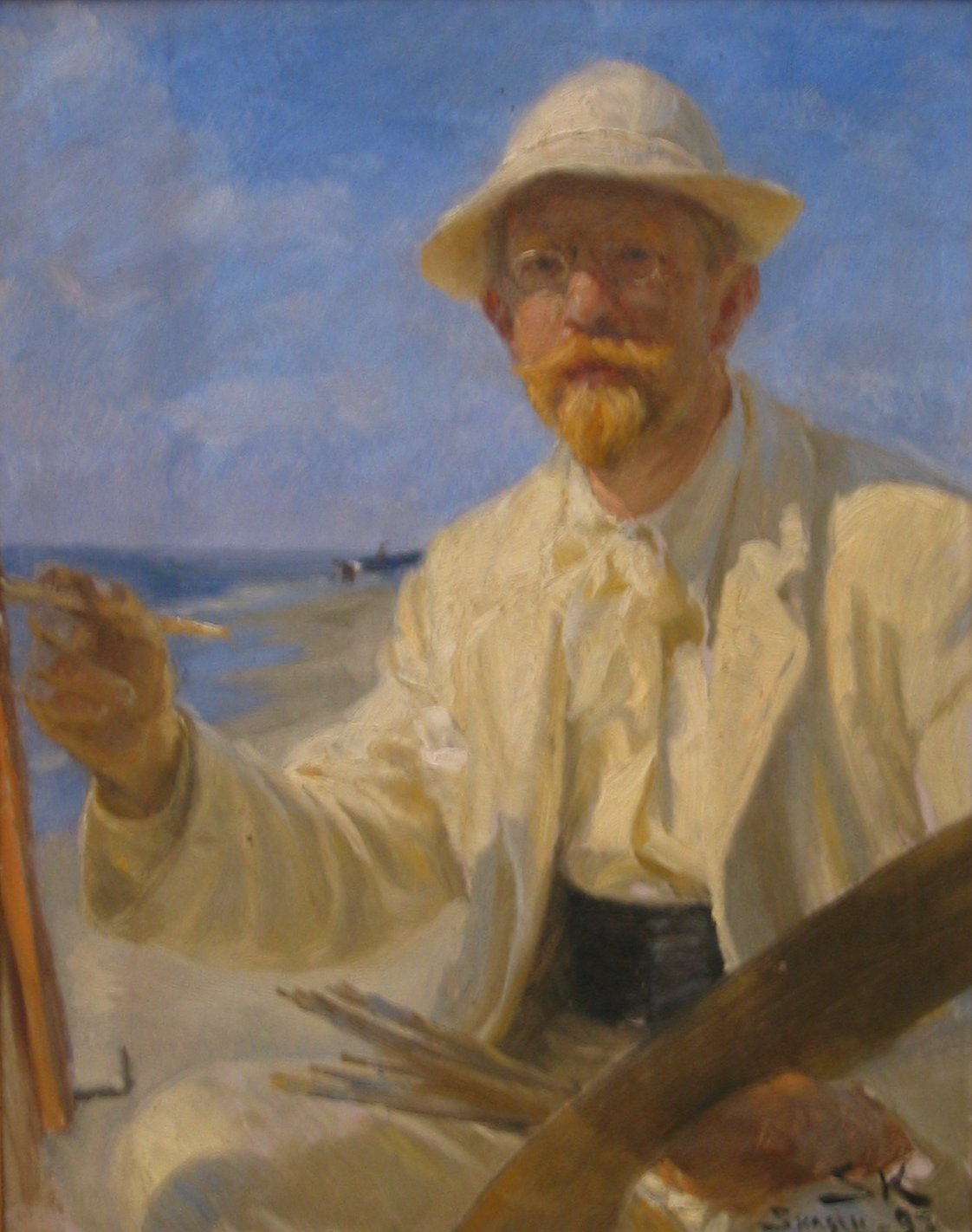
Selbstporträt (1899), Sammlung Hirschsprung Kopenhagen

Peder Severin Krøyer, kurz P. S. Krøyer (* 23. Juli 1851 in Stavanger; † 21. November 1909 in Skagen), war ein norwegisch-dänischer Maler der Künstlerkolonie Skagen. Seine Werke sind überwiegend der impressionistischen Freilichtmalerei zuzuordnen.

## Leben

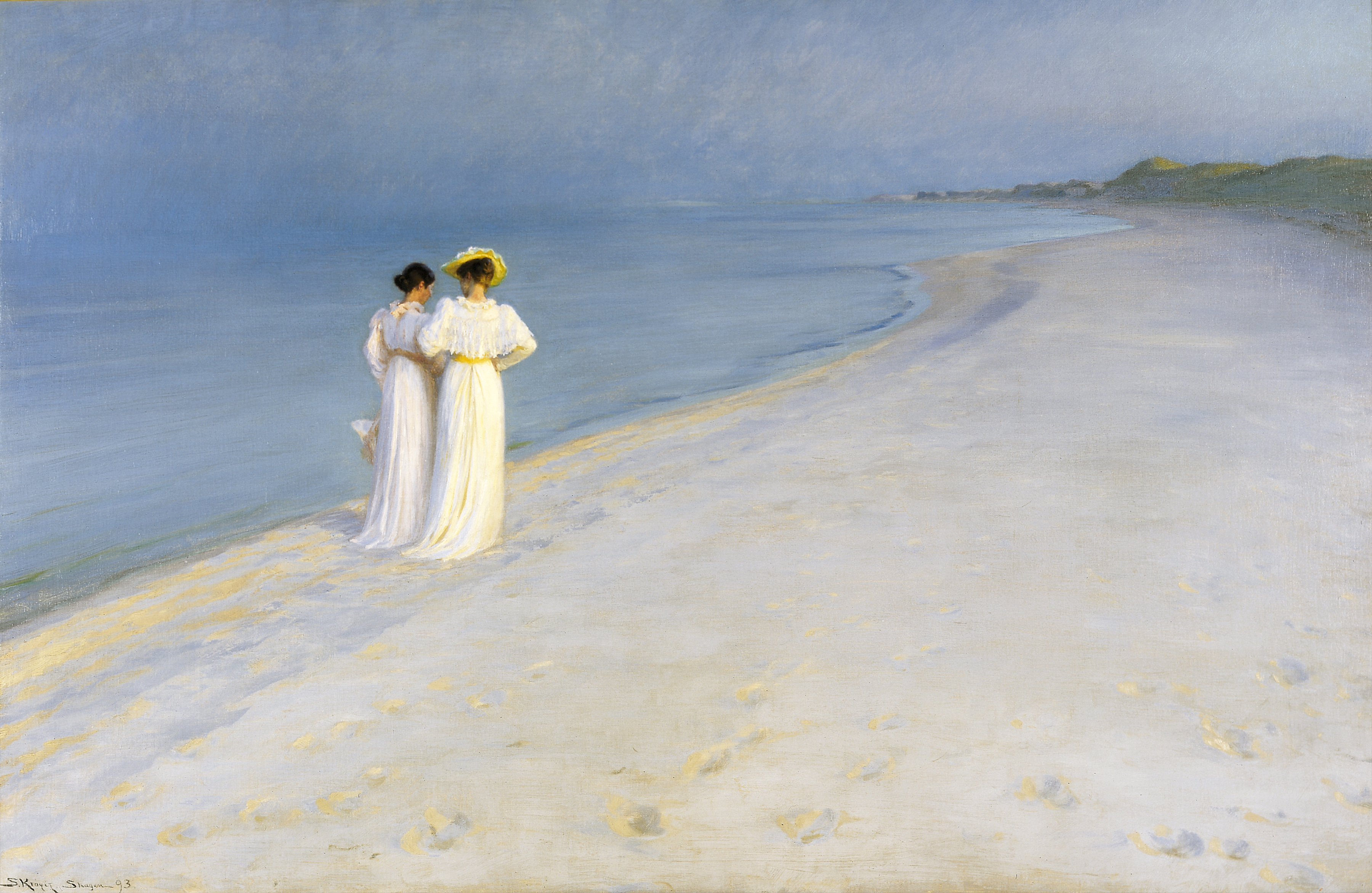
Sommerabend am Skagener Südstrand, 1893, Skagens Museum, Skagen

Sommerabend am Strand von Skagen (1899): Krøyer und Ehefrau Marie. Sammlung Hirschsprung Kopenhagen

Peder Severin Krøyer wuchs bei seiner Tante in Kopenhagen auf. Sein Talent zeigte sich schon im Kindesalter. Deshalb kam er bereits mit 14 Jahren an die Königlich Dänische Kunstakademie. Als junger Künstler unternahm er von 1877 bis 1881 Studienreisen nach Frankreich, Spanien und Italien, unterstützt durch den Kopenhagener Mäzen Heinrich Hirschsprung. Inspiration holte er sich besonders in Paris, wo er eine private Malerschule besuchte. Er wurde in seiner Heimat bald nach seiner Rückkehr nach Kopenhagen ein gefragter Porträtmaler.
Im Sommer 1882 kam Krøyer zum ersten Mal nach Skagen. Von nun an kam er jeden Sommer dorthin. Besonders begeisterten ihn die Natur und die Gesellschaft mit anderen Künstlern. Ab 1891 kam er in Begleitung seiner Ehefrau Marie. Im Jahre 1894 mieteten sie die ehemalige Stadtvogtei im Skagener Forst und bauten sie um.
1882 gründeten Laurits Tuxen und P. S. Krøyer in Kopenhagen die Kunstnernes Frie Studieskoler. In bewusstem Gegensatz zur dänischen Kunstakademie erhielten junge Maler hier eine alternative Ausbildung. Dieser Schule wurde 1885 eine Vorbereitungsklasse angegliedert, die von Frans Schwartz (1850–1917) und Kristian Zahrtmann geleitet wurde.
Berühmt sind seine Landschafts- wie die Porträtmalerei. Seine Bilder zeigen ein sorgloses Leben der Künstler, ihre Feste, Spaziergänge am Strand und stimmungsvolle Abende im Mondschein.
Nach 1900 erkrankte Krøyer psychisch und musste mehrmals in der Nervenheilanstalt von Middelfart behandelt werden. Vermutlich litt er an einer manisch-depressiven Psychose. Sein Grab befindet sich auf dem Skagener Friedhof.
Einer seiner bekanntesten Meisterschüler war der Plakatkünstler und Genremaler Brynolf Wennerberg. Eine Anzahl seiner Hauptwerke befindet sich heute in Den Hirschsprungske Samling in Kopenhagen.

## Ausstellungen

Hip, Hip, Hurra!, 1888, Göteborgs konstmuseum

- Ausstellung KRØYER – i internationalt lys. vom 20. November 2011 bis 10. April 2012, Sammlung Hirschsprung, Kopenhagen (dänisch)
- Dänemarks Aufbruch in die Moderne. Die Sammlung Hirschsprung von Eckersberg bis Hammershøi. Ausstellung in der Hamburger Kunsthalle (Galerie der Gegenwart) vom 20. September 2013 bis 12. Januar 2014
- Peder Severin Krøyers Blaue Stunde.[2] Ausstellung im Musée Marmottan Monet in Paris vom 28. Januar 2021 bis 26. September 2021